# 聖卡塔里娜米塔
聖卡塔里娜米塔（西班牙語：Santa Catarina Mita），是危地馬拉的城鎮，位於該國東南部，由胡蒂亞帕省負責管轄，面積132平方公里，海拔高度738米，2002年人口23,489，人口密度每平方公里177.95人。